# Ralph Berner
Ralph Berner (* 28. März 1968 in Sandbach/Breuberg) ist ein ehemaliger  deutscher Radsportler.
Er war seit 1979 in den Radsport-Disziplinen Radcross (Radquerfeldein) und Mountainbike aktiv.

Berner fuhr zunächst in der Querfeldein-Sektion, später auch mit dem Mountainbike. Seinen größten Erfolg als Crossfahrer hatte er im Jahr 1993 als Vizeweltmeister. 1991 begann er zudem auch, auf dem Mountainbike zu fahren. Hier konnte er 1996 bei seiner ersten Teilnahme an Olympischen Spielen in Atlanta als bester Deutscher den zehnten Platz belegen. Damit ist er der erste deutsche Mountainbiker, der ein Olympiarennen beendete. Berner betrieb den Crosssport und das Mountainbiking lange Zeit parallel, obwohl nach eigener Aussage der Trainingsbedarf unterschiedlich ist: 

„Cross erfordert ein Training mit weniger großen Umfängen, dafür aber mit höherer Intensität als Mountainbiking.“

 In der jüngeren Vergangenheit konzentrierte er sich verstärkt auf das Mountainbiking.
Seit 2014 startet Berner für den VC Frankfurt 1883. Er ist Teammanager des Votec Racing Teams, engagiert sich für die Deutsche Initiative Mountainbike (DIMB) und arbeitet als Eventveranstalter.

## Erfolge
- 20 Mountainbike-Marathon-Siege seit 1998
- Deutscher Singlespeed-Meister 2007
- 2 × 2. Platz bei der Transalp-Challenge 2001/2002
- 3. Platz Gesamt Transalp Straße 2004
- 2 × Vizeweltmeister 1987 und 1993
- 6 × Deutscher Meister
- Olympiateilnehmer Atlanta 1996[3]

## Berufliches
Berner hat eine Ausbildung zum Maschinenschlosser absolviert.

## Familiäres
Sein Bruder Timo Berner war ebenfalls Radrennfahrer.